# Rossötjärnen (Bodums socken, Ångermanland)
Rossötjärnen är en sjö i Strömsunds kommun i Ångermanland och ingår i Ångermanälvens huvudavrinningsområde. Sjön har en area på 0,121 kvadratkilometer och ligger 216,2 meter över havet.

## Delavrinningsområde
Rossötjärnen ingår i det delavrinningsområde (708990-152477) som SMHI kallar för Mynnar i Bodumsjön. Medelhöjden är 233 meter över havet och ytan är 7,47 kvadratkilometer. Räknas de 304 avrinningsområdena uppströms in blir den ackumulerade arean 2 997,72 kvadratkilometer. Näsån (Långselån) som avvattnar avrinningsområdet har biflödesordning 3, vilket innebär att vattnet flödar genom totalt 3 vattendrag innan det når havet efter 162 kilometer. Avrinningsområdet består mestadels av skog (49 procent) och jordbruk (12 procent). Avrinningsområdet har 0,69 kvadratkilometer vattenytor vilket ger det en sjöprocent på 9,2 procent. Bebyggelsen i området täcker en yta av 0,94 kvadratkilometer eller 13 procent av avrinningsområdet.